# Pistolet Ruby
Le Ruby est un pistolet semi-automatique français, utilisé notamment pendant la Première Guerre mondiale. Il fut dessiné sur la base du pistolet belge Browning M1903, qui avait été conçu par John Moses Browning pour la FN Herstal. Le Ruby fut produit par une cinquantaine d'entreprises espagnoles, mais principalement par Gabilondo y Cía.

## Technique
Copié sur le pistolet belge, le Ruby fonctionne grâce à une platine simple action, un chien intérieur et à une culasse non calée. Il possède une sûreté manuelle située devant la plaquette de crosse gauche. Le ressort récupérateur est sous le canon. Les organes de visée sont fixes mais certains modèles eurent une hausse tangentielle. Ce pistolet possédait également un crochet de chargeur situé sous la poignée et parfois un anneau de fixation pour une dragonne.

## Production et diffusion

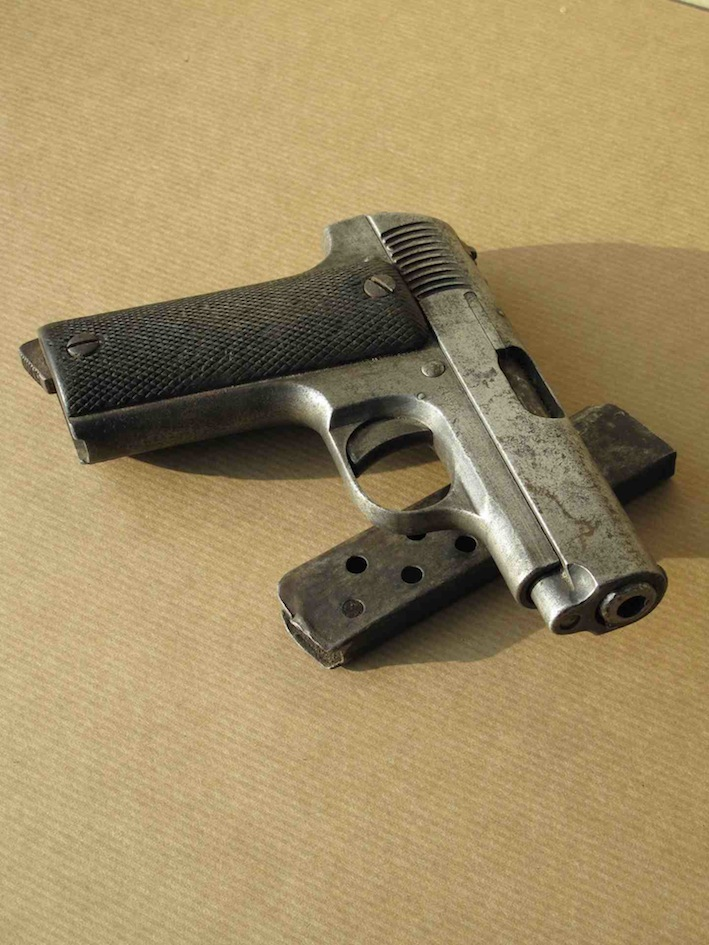
Pistolet Ruby utilisé pendant l'occupation par le résistant d'origine espagnole Celestino Alfonso, un des membres du Groupe Manouchian (Coll. Musée de la Résistance nationale situé à Champigny-sur-Marne).

Le pistolet type Ruby fut utilisé par la France et l'Italie durant la Grande Guerre. À partir de 1915, la commission française qui s'occupa de la réception et du contrôle qualité des armes Ruby en inventoria 709 775 unités. L'importance de la commande explique la présence d'une quarantaine de fabricants basques en plus de Llama Gabilondo y Cia SA, dont Star et Astra (principal fournisseur de l'Italie). Voici quelques modèles commerciaux calqués sur le Ruby : 
- Arizaga (fabricant: Gaspar Arizaga) ;
- Beistegui Hermanos (manufacture: Beistegui Hermanos) ;
- Bolomburu ;
- Bristol ;
- Cebra (manufacture: A. Zulaika) ;
- Doc ;
- Ideal ;
- Leturiondo (manufacture: Aldabazal Leturiondo Y CIA.) ;
- Looking Glass ;
- Marina ;
- Martian (manufacture:  Martin a Bascaran) ;
- Regina ;
- Retolaza (manufacture: Retolaza Hermanos) ;
- Rex ;
- Salaverria (manufacture: Iraola Salaverria Y CIA.) ;
- Vendecor ;
- Victor Bernedo ;
- Zulaika (manufacture: M. Zulaika Y.CA.).

La France en livra des quantités variable à la Finlande (Pistolet M/19), la Grèce, la Pologne (armes issues de l'armée bleue) et à la Serbie entre 1916 et 1920. Le Ruby connut ainsi la guerre lituano-polonaise, la guerre soviéto-polonaise, la Guerre polono-ukrainienne, la guerre gréco-turque, la guerre civile espagnole, la guerre d'Hiver et la Seconde Guerre mondiale (Allemagne nazie et Royaume de Yougoslavie qui l'a produit localement comme pistolet VTZ M1933). 
Pour sa part, l'armée française l'utilisa lors de la guerre du Rif ; lors de la répression de la révolte druze ; lors de la Seconde Guerre mondiale (de même que l'armée d'armistice, la milice française, les FFL et les FFI) ; lors de la guerre d'Indochine. La police nationale et la gendarmerie en furent dotées de 1920 à 1945.

## Données numériques des copies et dérivés basques
- Munition : 7,65 Browning ou 9 mm court
- Longueur : 14,5 à 16 cm
- Canon : 8  à   9,5 cm
- Masse à vide : 600  à   900 g
- Chargeur : 7/8/9 cartouches

## Le Ruby7,65mmdans la culture populaire
- Tchang utilise un Ruby pour sauver Tintin de la décapitation dans Le Lotus bleu (planche 50, case 1A de l'édition en couleurs).
- Un Ruby apparaît sur la couverture de l'édition originale du roman noir de Kââ, La Princesse de crève, Fleuve noir, Spécial Police no 1883, 1984.
- Le Ruby arme les principaux acteurs de nombreux films français dont Jean Gabin dans Le jour se lève, La Bandera ou Maigret voit rouge.
- Le Patrouilleur du monument aux morts de Bains-les-Bains, œuvre du statuaire Gaston Broquet est armé d'un Ruby.
- Le Ruby, dans sa version espagnole Astra, est l'arme favorite de Krisantem, le valet de chambre du Prince Malko Linge, dans les romans policiers de SAS.

## Armes dérivées
- Astra mod. 100
- Astra mod. 1000
- Ruby Plus Ultra
- Victoria (pistolet)
- Unique Modèle 15
- Unique Modèle 16
- Unique Modèle 17